# 리세균
리세균(1922년 1월 15일 ~ 2013년 8월 1일)은 대한민국의 비전향 장기수이다.

## 생애
전라북도 전주군에서 출생했다. 리세균은 10남매 가운데 셋째였는데, 리세균을 포함하여 남자 형제 세 명이 미군정 시기부터 좌익 운동에 뛰어들어 형은 대한민국 건국 초기에 피살되었고, 남동생은 한국 전쟁 중 전사했다. 누이동생도 전쟁 중 월북하였다.
한국 전쟁 발발 전에 좌익수로 체포되어 육군형무소에 수감되어 있다가, 조선인민군이 서울을 점령했을 때 풀려났다. 석방 후 조선민주주의인민공화국을 지지하며 조선인민유격대에 입대하여 참전하였다. 유격대 활동 중 1951년 3월에 얼굴에 관통상을 입고 체포되었다.
리세균은 징역 15년형을 선고받고 대전형무소에서 복역한 뒤, 1966년에 만기출소하였다. 그러나 출소 후에도 9년 동안 결혼을 하지 않는 등 위험 인물로 지목될 요소를 안고 있다가, 유신체제 하에서 사회안전법이 제정되면서 다시 옥살이를 하게 되었다. 1989년에 사회안전법이 폐지되어 출소하여, 총 수감 기간은 약 30년이다.
수감 중에 어머니가 사망하고 형제들도 뿔뿔이 흩어져서 출소 후에도 돌보아줄 사람이 없었다. 양로원에서 생활하던 중 2000년 6·15 남북 공동선언에 의해 조선민주주의인민공화국으로 송환되고 조국통일상을 수여받았다. 평양에서 결혼하여 가정도 꾸렸다.

## 참고자료
- 안영기 외 13인 (2003). 〈평범한 인간을 신념과 의지의 강자로 키워 준 품 (리세균)〉. 《신념과 의지의 강자들 -  비전향 장기수들의 수기 3》. 평양: 평양출판사.